# Agrostis isopholis
Agrostis isopholis é uma espécie de gramínea do gênero Agrostis, pertencente à família Poaceae.